# Pierre Daigneault (musicien)
 (juillet 2025).
Si vous disposez d'ouvrages ou d'articles de référence ou si vous connaissez des sites web de qualité traitant du thème abordé ici, merci de compléter l'article en donnant les références utiles à sa vérifiabilité et en les liant à la section « Notes et références ».
Pour les articles homonymes, voir Pierre Daigneault et Daigneault.
Pierre Daigneault est un multi-instrumentiste canadien (québécois).
Il est spécialisé dans les instruments à vent et a joué sur une multitude d'instruments. Il est à l'origine du légendaire solo de clarinette sur la pièce Dixie du groupe Harmonium et de la non moins légendaire pièce La bitt à Tibi de Raoûl Duguay.
Il faisait partie du groupe Infonie de Walter Boudreau et Raoûl Duguay et, par la suite, du groupe 
Harmonium de 1973 à 1976.
Diplômé en saxophone, flûte et clarinette du Conservatoire et de l'Université de Montréal, sa feuille de route de musicien pigiste et de musicien de studio est remplie d'enregistrements, de représentations et de spectacles d'artistes bien connus : les Dubois, Dufresne, Duguay, Rivard, Séguin, Vigneault de même que de l'OSM.  Il fait aussi un clin d'œil à quelques artistes hors frontières : Paul Anka, Charles Aznavour, Tony Bennett,  Michel Legrand.
Il a participé à plusieurs émissions de jazz et de variétés à Radio-Canada et à Télé-Métropole notamment Appelez-moi Lise (avec Lise Payette) et Michel Jasmin. En 2008, il fait la musique originale de Ça commence en 67, un documentaire sur la création du Club de voile Deux-Montagnes réalisé par Alain Goudreau[réf. nécessaire].
Il a travaillé sous la direction de Walter Boudreau, François Cousineau, François Dompierre, Richard Grégoire et Jacques Laflèche.
Parallèlement à sa carrière de musicien, il a cumulé plusieurs années d'enseignement aux niveaux secondaire, collégial et universitaire.

## Albums auxquels il a participé
- Raoul Duguay
  - Allô Tôulmônd (1975)

- Harmonium
  - Si on avait besoin d'une cinquième saison (1975)

- L'Infonie

- Plume Latraverse
  - All Dressed (1978)

- Michel Rivard
  - Le Goût de l'eau… et autres chansons naïves (1992)